# ديفيد أيرونز
ديفيد أيرونز (بالإنجليزية: David Irons)‏ هو لاعب كرة قدم أمريكية ولاعب كرة قدم أمريكي، ولد في 9 أكتوبر 1982 في كامدن في الولايات المتحدة. لعب مع أتلانتا فالكونز.

## وصلات خارجية
- ديفيد أيرونز على موقع مرجع كرة القدم المحترفة.كوم (الإنجليزية)